# 1chipMSX

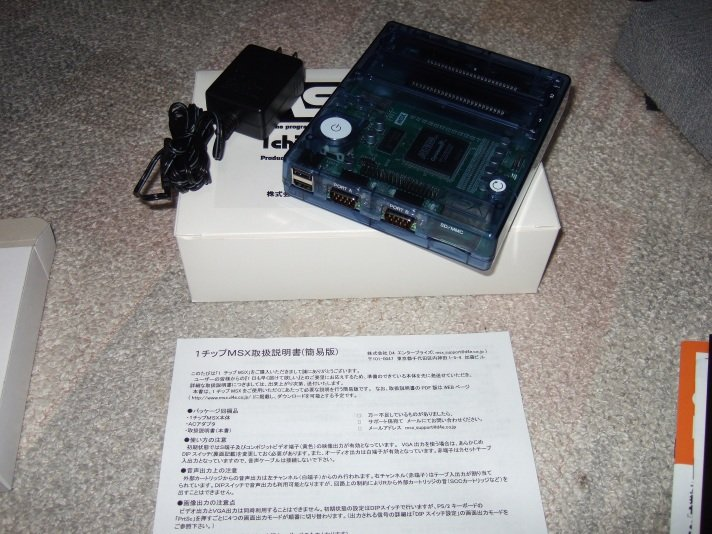

El One chip MSX o 1chipMSX com l'anomena la distribuïdora D4 Enterprise al ESE MSX System 3, és una reimplementació de la norma d'ordinadors personals MSX, basat en un sol xip FPGA amb el qual es diposa de tota l'electrònica (exceptada la RAM) d'un MSX2, que inclou entre altres les extensions de so MSX-MUSIC i el SCC+.
El sistema es presenta a l'interior d'una capsa de plàstic blava transparent, i es pot utilitzar amb un monitor estàndard (o televisió) i un teclat de PC tipus PS/2. Es poden inserir tant Cartutxos originals de la norma MSX, com targetes de memòria SD i MMC com a mitjà d'emmagatzematge extern. Fins i tot encara que no té una unitat de disc de 3.5", els discs es poden fer servir amb emulació a la targeta de memòria, incloent-hi suport per a executar el sistema operatiu de disc MSX-DOS. Com que fa servir el llenguatge maquinari programable VHDL, és possible de dotar el dispositiu d'extensions de maquinari noves, actualitzable simplement executant un programa de reconfiguració sota MSX-DOS. El "One chip MSX" disposa de dos connectors USB, que poden ser utilitzats si s'afegeix una mica de suport al codi VHDL.

## Disponibilitat
El Sistema de MSX de l'ESE 3 va ser dissenyat per ESE Artists' Factory i distribuït com 1chipMSX per D4 Empresa i s'esperava que fos distribuït fora del Japó per Bazix.
Tanmateix, a causa de les regulacions RoHS a Europa, es va anunciar que no podria ser distribuït a Europa en la seva forma original i al mercat europeu van haver de fer una versió adaptada que seria produït i distribuït a Europa a través de Bazix. Tanmateix, cap violació de RoHS va ser mai demostrada, tant a tots els components identificables de la PCB com a la font d'alimentació, catalogada com RoHS-compliant.
Bazix va deixar de ser el representant de la MSX Association i per això no va portar finalment l'1chipMSX al mercat Occidental. Al final, l'MSX Association es va dissoldre a causa d'una disputa amb altres parts implicades, produint-se com a resultant el canvi de tots drets de propietat intel·lectuals de MSX cap a MSX Licensing Corporation. Bazix També es va dissoldre a causa d'aquesta disputa que va donar per acabats els seus esforços i ambicions per portar l'1chipMSX al mercat Occidental (juntament amb altres projectes que també depenien dels socis japonesos).

## Especificacions de maquinari
- Xip FPGA Altera Cyclone EP1C12Q240C8N
- 32MB de SDRAM
- Slot de targeta SD/MMC
- 2 slots de Cartutx MSX
- 2 sortides d'àudio (per un futur suport estèreo)
- Sortida de vídeo S-Video
- Sortida de vídeo Composite
- Sortida de vídeo VGA
- Connector de teclat PS/2
- 2 connectors USB
- 2 ports de Joystick MSX
- Pins I/O a la FPGA (40 pins i 10 pins)

També s'inclou:
- Un manual d'instruccions curt en anglès, incloent una introducció curta a VHDL
- Tot el codi font VHDL per aconseguir un MSX2 compatible (configuració per defecte)
- Un CD-ROM amb exemples de codi VHDL i el programari següent:
  - Altera Quartus 2 Edició de Web - entorn de desenvolupament del VHDL
  - PLDLOAD I PLDSAVE - Programari per llegir i programar el xip FPGA
  - EP, FDLOAD i FDSAVE - Programari per crear i càrrega imatges de disc.
- Adaptador de 220V o conversor de 110V
- Esquemes del PCB del One Chip MSX
- Projecte de la carcassa del One Chip MSX

## Especificacions
Especificacions de sistema MSX implementat:
- Ordinador MSX2
- 1MB RAM
- 128 kB VRAM
- Kanji-ROM
- MSX-MUSIC
- MSX-DOS2 amb suport FAT16
- Suport compatible MEGA-SCSI per la targeta SD com a unitat principal